# Артеменко Людмила Михайлівна
Людмила Михайлівна Артеменко (24 грудня 1949, м. Ірпінь, Київська область, УРСР, СРСР) — радянська і українська естрадна співачка. Заслужена артистка УРСР (1979).

## Життєпис
Кар’єру співачки починала в популярному українському ВІА «Смерічка».
У 1973 році на Всесоюзному телефестивалі рос. «Алло, мы ищем таланты!» вперше виконує рос. «Балладу о матери» Євгена Мартинова і здобуває звання лауреата цього конкурсу. 
Лауреат Всесоюзного телевізійного конкурсу «Молоді голоси» у Москві, (1973, I місце), Всесоюзного конкурсу артистів естради (1977), Всесоюзного телевізійного конкурсу «З піснею по життю» (1978).
Закінчила Дніпропетровське музичне училище, відділення хорового диригування (1977).
У 1974—1993 рр. — солістка, 1982—1987 рр. — художній керівник вокально-інструментального ансамблю «Водограй» Дніпропетровської філармонії.
Співачку часто запрошували до теле- і радіопрограм. Брала участь у телевізійному фестивалі пісні «Пісня року» (СРСР).
До репертуару співачки увійшли пісні багатьох відомих радянських та українських композиторів (зокрема, М. Скорика, В. Івасюка, М. Мінкова (рос. «Не отрекаются любя»), І. Поклада, Г. Татарченка, О. Осадчого, О. Злотника, А. Дніпрова, П. Дворського, М. Некрича та ін.).
З 1997 року — солістка-вокалістка фольклорно-хореографічного ансамблю «Славутич». 
Має багатогранний насичений тембр голосу з широким діапазоном. У репертуарі співачки естрадні та народні українські і циганські пісні.
В останні роки Людмила Артеменко виступала з програмою «Ностальгія», у якій лунали пісні та романси 30-х — 50-х років у супроводі ансамблю «Ретро-Класик».

## Фільмографія
Вокал:
- «Дорогий хлопчик» (1974, немає в титрах)[3]